# Джон Карадайн
Джон Карадайн (на английски: John Carradine е американски актьор.

## Биография
Джон Карадайн е роден на 5 февруари 1905 година в Пийкскил, Ню Йорк. Син е на Уилям Рийд Карадайн, кореспондент на Асошиейтед прес, и съпругата му Женевиев Уинифред Ричмънд, хирург. Уилям Карадайн е син на евангелската писателка Бевърли Карадайн. Семейството живее в Пийкскил, Ню Йорк и Кингстън, Ню Йорк. Уилям Карадайн почива от туберкулоза, когато синът му Джон е само на две години. След това майката на Карадайн се омъжва за производител на хартия от Филаделфия на име Пек, който смята, „че начинът да отгледаш нечие друго момче, е да го биеш всеки ден само по общ принцип“. Карадайн посещава училището на Крайст Чърч в Кингстън и Епископската академия в Мерион Стейшън, Пенсилвания, където развива дикцията и паметта си от части от Епископската книга за общи молитви като наказание.
Синът на Джон Карадайн, Дейвид твърди, че баща му е избягал, когато е бил на 14 години. По-късно се завръща, докато учи скулптура в Института по графични изкуства във Филаделфия. 

### Кариера
Той е член на акционерното дружество на Сесил Демил и по-късно в компанията на Джон Форд, най-известен е с ролите си във филми на ужасите, уестърни и Шекспиров театър. В по-късните десетилетия от кариерата си той участва предимно в нискобюджетни филми. Общо той има 351 филмови и телевизионни роли, което го прави един от най-плодотворните англоезични актьори на всички времена.

### Личен живот
Джон Карадайн е женен четири пъти, има пет деца и е патриархът на семейство Карадайн, включително четирима сина и четирима внуци, които са или са били също актьори.
Той се жени за първата си съпруга Арданел Абигейл Маккул (25 януари 1911 г. – 26 януари 1989 г.) през 1935 г. Тя е майка на Брус Карадайн и Дейвид Карадайн. Джон осиновява Брус, син на Арданел от предишен брак. Джон е планирал голямо семейство, но според автобиографията на сина му Дейвид, след като Арданел е претърпяла поредица от спонтанни аборти, Карадайн открива, че тя е правила многократни аборти без негово знание, което я прави неспособна да износи бебе.  След само три години брак Арданел Карадайн подава молба за развод, но двойката остава женена още пет години.  Те се развеждат през 1944 г., когато Дейвид е на седем години. Карадайн напусна Калифорния, за да избегне съдебно дело по споразумението за издръжка.  След като двойката участва в поредица от съдебни битки, включващи попечителство над деца и издръжка, които в един момент вкарват Карадайн в затвора, Дейвид се присъединява към баща си в Ню Йорк. По това време баща му се е оженил повторно. През следващите няколко години Дейвид е разбъркан между интернати, приемни домове и поправителни училища. 
През 1945 г., веднага след развода си с Арданел, Карадайн се жени за Соня Сорел (18 май 1921 г. – 24 септември 2004 г.), която се появява с него във филма от 1944 г. „Синята брада“. Соня е приела сценичното име Сорел, е дъщеря на пивовара от Сан Франциско Хенри Хениус, внучка на биохимика Макс Хениус и праплеменница на историка Йохан Лудвиг Хайберг.  Заедно с Карадайн, Соня има трима сина, Кристофър, Кийт и Робърт. Разводът им през 1957 г.  е последван от ожесточена битка за попечителство, в резултат на която синовете им са настанени в дом за малтретирани деца от съда. Кийт Карадайн каза: „Беше като в затвора. Имаше решетки на прозорците и ни беше позволено да виждаме родителите си само през стъклени врати. Беше много тъжно. Стояхме там от двете страни на стъклената врата и плачехме“. 
В крайна сметка Карадайн печели попечителството над децата. През следващите осем години на Соня не е позволено да вижда децата.  Робърт Карадайн казва, че е бил отгледан предимно от мащехата си, третата съпруга на баща му, Дорис (Рич) Гримшоу, и вярвал че тя е негова майка, докато не е представен на Соня Сорел на коледно парти, когато е на 14 години. Той казва на журналист: „Казах: „Как си?“ Кийт ме отведе настрани и каза: „Това е истинската ни майка. „Не знаех за какво говори, но най-накрая ме убеди“. 
Когато Джон Карадайн се жени за Дорис (Ървинг Рич) Гримшоу през 1957 г. , тя вече има син Дейл, от предишен брак и син Майкъл от по-късна връзка. И Дейл, и Майкъл, заедно със сина на Соня Сорел, Майкъл Боуен, понякога се броят сред осемте сина на Джон Карадайн. Тя е била машинописка в студио, която е написала сценария на „Съкровището на Сиера Мадре“ и е изиграла няколко роли във филми и телевизията.  Дорис загива през 1971 г. при пожар в апартамента си в Окснард, Калифорния. Пожарът е причинен от запалена цигара. Тя е спасена от подобен пожар две седмици по-рано. По време на смъртта й, Карадайн и тя са били разделени. 
Карадайн е женен за четвърти път от 1975 г. до смъртта си през 1988 г. за Емили Сиснерос. 

### Смърт
Джон  Карадайн страда от болезнен и осакатяващ ревматоиден артрит, преди да умре от сърдечна и бъбречна недостатъчност  в болница в Милано, Италия на 27 ноември 1988 г. Часове преди да бъде поразен, той изкачва 328 стръмни стъпала на готическата катедрала в Милано. Когато Дейвид и Кийт Карадайн пристигат до леглото на баща си, той вече не можел да говори. „Казаха ми, че последните му думи били „Милано: Какво красиво място да умреш“, спомня си Дейвид, „но той никога не ми проговори, нито отвори очи. Когато почина, аз го държах в ръцете си и затвори очи. Не е толкова лесно, колкото е във филмите."  Има литургия за Джон Карадайн в епископската църква "Св. Тома Апостол" в Холивуд. Тялото му е погребано в океана между брега на Калифорния и остров Каталина. 

## Избрана филмография
| Година | Филм                                               | Оригинално заглавие                            | Роля                       | Режисьор            |
| ------ | -------------------------------------------------- | ---------------------------------------------- | -------------------------- | ------------------- |
| 1939   | Джеси Джеймс                                       | Jesse James                                    | Боб Форд                   | Хенри Кинг          |
| 1939   | Дилижанс                                           | Stagecoach                                     | Хетфийлд                   | Джон Форд           |
| 1940   | Гроздовете на гнева                                | The Grapes of Wrath                            | Джим Кейси                 | Джон Форд           |
| 1940   | Завръщането на Франк Джеймс                        | The Return of Frank James                      | Боб Форд                   | Фриц Ланг           |
| 1954   | Джони Китарата                                     | Johnny Guitar                                  | Стария Том                 | Никълъс Рей         |
| 1955   | Кентъкиецът                                        | The Kentuckian                                 | Зиби Флетчър               | Бърт Ланкастър      |
| 1956   | Около света за 80 дни                              | Around the World in 80 Days                    | полковник-следовател Стамп | Майкъл Андерсън     |
| 1956   | Десетте Божи заповеди                              | The Ten Commandments                           | Аарон                      | Сесил Демил         |
| 1962   | Човекът, който застреля Либърти Валънс             | The Man Who Shot Liberty Valance               | майор Касиус Старбъкъл     | Джон Форд           |
| 1964   | Есента на шайените                                 | Cheyenne Autumn                                | Джеф Блеър                 | Джон Форд           |
| 1972   | Бърта бяга                                         | Boxcar Bertha                                  | Сарторис                   | Мартин Скорсезе     |
| 1972   | Всичко, което винаги сте искали да знаете за секса | Everything You Always Wanted to Know About Sex | д-р Бернардо               | Уди Алън            |
| 1976   | Стрелецът                                          | The Shootist                                   | Бекъм, гробаря             | Дон Сийгъл          |
| 1979   | Последният магнат                                  | The Last Tycoon                                | Екскурзовод                | Елия Казан          |
| 1986   | Пеги Сю се омъжи                                   | Peggy Sue Got Married                          | Лео                        | Франсис Форд Копола |